# Darantasia ochropyga
Darantasia ochropyga är en fjärilsart som beskrevs av Felder 1875. Darantasia ochropyga ingår i släktet Darantasia och familjen björnspinnare. Inga underarter finns listade i Catalogue of Life.